# Elizówka (powiat lubelski)
Elizówka – wieś w Polsce położona w województwie lubelskim, w powiecie lubelskim, w gminie Niemce. 
Położona około 5 km na północ od Lublina przy drodze krajowej nr  i węźle drogowym „Lublin-Rudnik“ stanowiącym element obwodnicy północnej Lublina. W tej miejscowości rozpoczyna się również droga wojewódzka nr .
Od 2000 r. na terenie miejscowości funkcjonuje Rynek Elizówka zarządzany przez spółkę Lubelski Rynek Hurtowy S.A., najdalej wysunięty na wschód Rynek w Unii Europejskiej. Zajmuje powierzchnię 18 hektarów. Ma tu też siedzibę Lubelski Oddział Regionalny Agencji Restrukturyzacji i Modernizacji Rolnictwa.
W latach 1975–1998 miejscowość należała administracyjnie do województwa lubelskiego.
Wieś stanowi sołectwo gminy Niemce. Według Narodowego Spisu Powszechnego z roku 2011 wieś liczyła 859 mieszkańców.